# (24728) Scagell
(24728) Scagell (1991 VO2) – planetoida z pasa głównego asteroid okrążająca Słońce w ciągu 3,73 lat w średniej odległości 2,4 j.a. Odkryta 11 listopada 1991 roku.